# 1312 (getal)
Het getal 1312 (dertienhonderdtwaalf of duizenddriehonderdtwaalf) is een natuurlijk getal. Het is 1 meer dan 1311 en 1 minder dan 1313. In het decimale stelsel wordt dit getal geschreven als "1312": één maal duizend plus drie maal honderd plus één maal tien plus twee.

## Wiskunde
- Dertienhonderdtwaalf heeft als priemfactoren vijf tweeën en eenenveertig.
- Dertienhonderdtwaalf is een primitief overvloedig getal.

## Overig
Het getal 1312 kan ook verwijzen naar All Cops Are Bastards, de cijfers representeren dan de posities van de letters A.C.A.B. in het alfabet.